# Inge van der Heijden
Inge van der Heijden (* 12. August 1999 in Schaijk) ist eine niederländische Radrennfahrerin, die auf Cyclocross spezialisiert ist.

## Sportlicher Werdegang
Als Juniorin war van der Heijden 2016 und 2017 Dritte bzw. Zweite der niederländischen Meisterschaften, in ihrem ersten U23-Jahr gewann sie diese. Kurz darauf erhielt sie einen Vertrag beim Profiteam WaowDeals Pro Cycling. 2019 krönte sie sich zur U23-Weltmeisterin, indem sie auf der Zielgeraden ihre Landsfrauen Fleur Nagengast und Ceylin del Carmen Alvarado schlug.
Mitte 2020 wechselte van der Heijden zum Cyclocross-Team 777 bzw. dessen angegliederten Straßenteam Ciclismo Mundial, inzwischen Fenix-Deceuninck. Seit 2021/2022 in der Elite fahrend, konnte sie einige kleinere Rennen gewinnen. Anfang 2025 gewann sie mit dem Noordzeecross ein Rennen der Superprestige-Serie. Im Weltcup kam sie 2023 und 2024 je einmal auf einen Podiumsplatz. Von 2022 bis 2025 war sie viermal in Folge unter den besten 10 der Weltmeisterschaften, ihre beste Platzierung bei Europameisterschaften war ein vierter Platz 2023.
Während der Sommersaison fährt van der Heijden auch Straßenrennen, wobei sie von ihrem Team hauptsächlich in bergigen Rennen wie den Ardennen-Klassikern, dem Giro Donne oder der Tour de Suisse eingesetzt wird. 2020 erzielte sie ihren bislang einzigen Sieg im belgischen Rennen Trophée des Grimpeuses.

## Erfolge

### Cyclocross
2017/2018
 Niederländische Meisterin (U23)
2018/2019
 Weltmeisterin (U23)
 Europameisterschaften (U23)
2019/2020
 Niederländische Meisterin (U23)
2024/2025
Superprestige – Middelkerke

### Straße
2020
Trophée des Grimpeuses